# Paroisse de Bossier
La Paroisse de Bossier (anglais : Bossier Parish) a été créée par scission de la paroisse de Claiborne en 1843. Son nom est tiré du premier Sénateur fédéral représentant la Louisiane après son accession au titre d’État Fédéré : Pierre Bossier, natif de la paroisse de Natchitoches de parents originaires de la ville de Benton.
La paroisse a une superficie de 2 172 km² de terre émergée et 72 km² d’eau.
Elle est enclavée entre le comté Miller (Arkansas) au nord-ouest, le comté de Lafayette (Arkansas) au nord, la paroisse de Webster à l’est, la paroisse de Bienville au sud-est, la paroisse de Red River au sud et la paroisse de Caddo à l’ouest.
Sept autoroutes quadrillent la paroisse : les autoroutes fédérales (U.S. Highway) n° 71, 79 et 80, les autoroutes de Louisiane (Louisiana Highway) n° 2 et 3 ainsi que les autoroutes régionales (Interstate) 20 et 220.

## Démographie
Lors du recensement de 2000, les 98 310 habitants de la paroisse se divisaient en 74,67 % de « Blancs », 20,82 % de « Noirs » et d’Afro-Américains, 0,52 % d’Amérindiens, 1,26 % d’Asiatiques, 0,08 % de Polynésiens et de Mélanésiens ainsi que 1,00 % de non-répertoriés ci-dessus et 1,65 % de personnes métissées.
La paroisse comptait 0,51 % qui parle le français ou le français cadien à la maison, soit 474 personnes parlant au moins une fois par jour la « langue de Molière » .
Dans la paroisse, la pyramide des âges (toujours en 2000) était présentée ainsi :
- 27 625 personnes étaient des mineures (moins de 18 ans) soit 28,10 % ;

- 9 536 personnes étaient des jeunes adultes (de 18 à 24 ans) soit 9,70 % ;

- 29 985 personnes étaient de jeunes forces de travail (de 25 à 44 ans) soit 30,50 % ;

- 20 940 personnes étaient des forces de travail vieillissantes (de 45 à 65 ans) soit 21,30 % ;

- 10 224 personnes étaient des personnes en âge de la retraite (plus de 65 ans) soit 10,40 %.

L’âge moyen des citoyens de la paroisse était donc de 34 ans, de plus, la paroisse compte 50 133 personnes de sexe féminin (soit 50,99 %) et 48 177 personnes de sexe masculin (soit 49,01 %).

Le revenu moyen par personne s’élève à $39 203 (en 2006) alors que 13,70 % des habitants vivent sous le seuil de pauvreté (indice Fédéral).

La paroisse est divisée en six villes et villages : Benton, Bossier City, Eastwood, Haughton, Plain Dealing et Red Chute.